# Barleria alata
Barleria alata är en akantusväxtart som beskrevs av Spencer Le Marchant Moore. Barleria alata ingår i släktet Barleria och familjen akantusväxter. Utöver nominatformen finns också underarten B. a. amoena.